# Boiardo (famiglia)
Boiardo (Bojardo o Boiardi) è stata una nobile famiglia di Reggio Emilia, residente prima a Rubiera e successivamente a Scandiano e territori annessi; fondata nel XIII secolo da Bonifazio, che fu capitano del popolo di Perugia nel 1298. 
La famiglia è stata tradizionalmente al servizio di Casa d'Este. 
Dal 1423 al 1560 resse la Contea di Scandiano. 
Nel 1472 le famiglie Boiardo e Gonzaga si imparentarono col matrimonio tra Matteo Maria Boiardo e Taddea Gonzaga, del ramo dei Gonzaga di Novellara e Bagnolo.

## Personaggi illustri

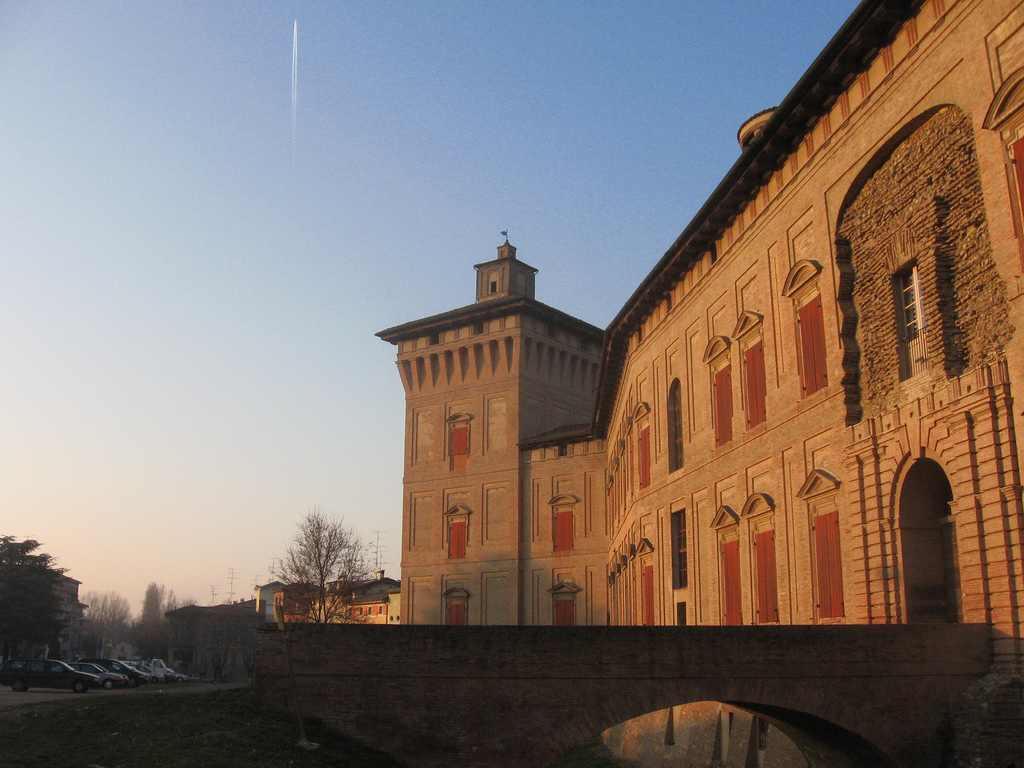
Scandiano, Rocca dei Boiardo.

- Selvatico Boiardo (?-1397), politico e capitano generale di Alberto V d'Este
- Matteo Boiardo (?-1401 ca.), padre di Feltrino
- Gherardo Boiardo (XIV secolo), condottiero
- Pietro Boiardo, vescovo di Modena nel 1400 e poi di Ferrara
- Nicolò Boiardo (?-1414), vescovo di Modena
- Carlo Boiardo (?-1439), vescovo di Modena
- Ugo Boiardo (XIV secolo), uomo d'armi al servizio degli Estensi
- Feltrino Boiardo (?-1456), condottiero e letterato, primo conte di Scandiano
- Matteo Maria Boiardo (1441-1494), poeta e letterato
- Giulia Boiardo (?-1478), moglie di Gianfrancesco I Pico e madre del famoso umanista Giovanni Pico della Mirandola
- Giovanni Boiardo (?-1523), uomo d'armi al servizio dello Stato Pontificio. Sposò Giulia Gambara di Brescia
- Giulio Boiardo (?-1553), committente tra il 1540 ed il 1543 delle pitture di Nicolò dell'Abate dentro la Rocca, sposò Silvia Sanvitale

## Castelli
- Forte di Rubiera
- Rocca dei Boiardo, dimora principale della famiglia a Scandiano.
- Castello della Torriccella
- Castello del Gesso
- Castello di Arceto
- Castello di Casalgrande
- Castello di Salvaterra
- Castello di Dinazzano
- Castello di Montebabbio
- Castello di Soliera

## Arma
Di rosso, allo scaglione alzato d'argento.